# Aarhus Teater

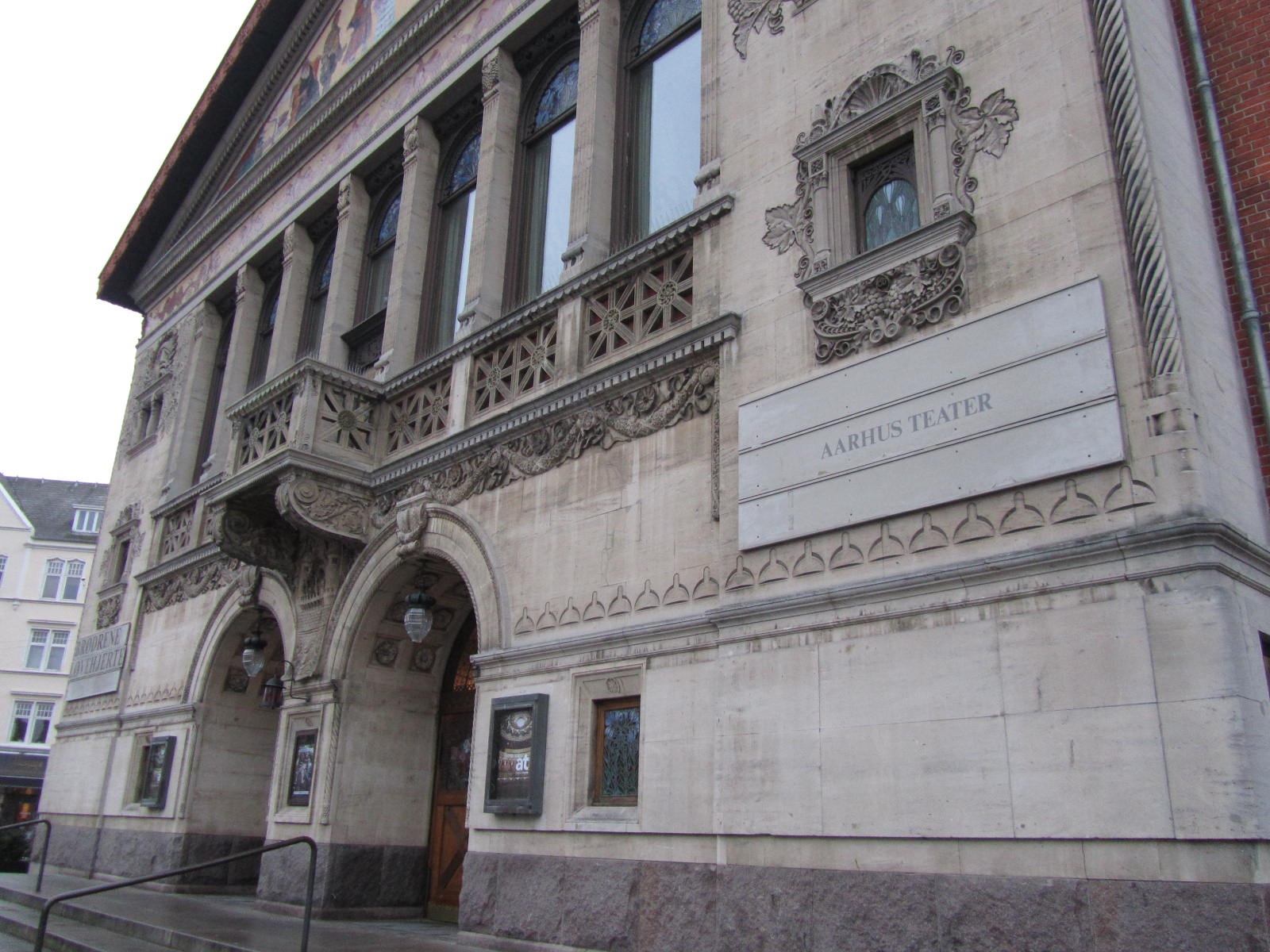
L'entrée principale du théâtre d'Aarhus.

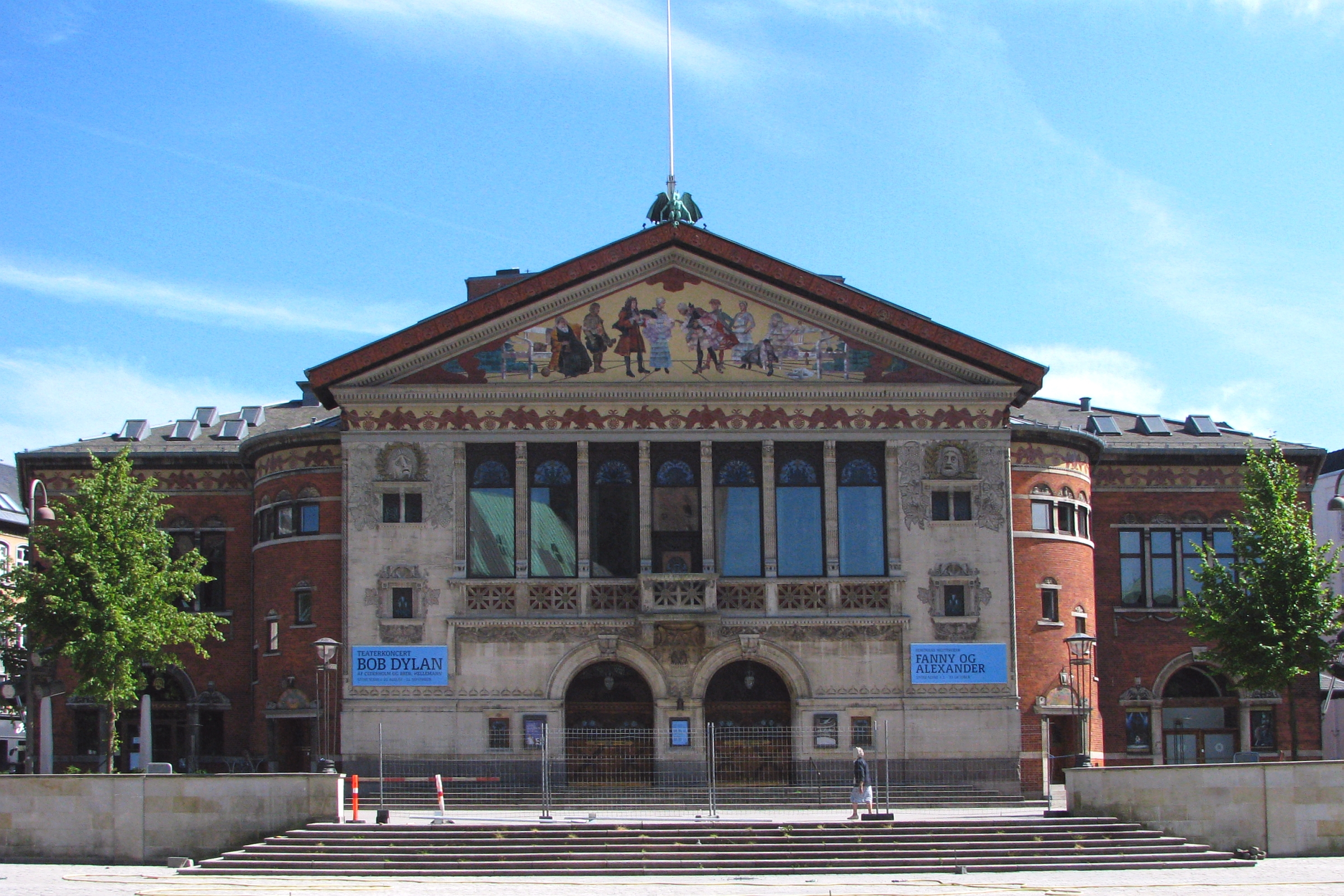
Théâtre d'Aarhus (Architecte H.Kampmann

L'Aarhus Teater (en français : Le théâtre d'Aarhus) est le plus grand théâtre provincial du Danemark. Il est situé dans la ville d'Aarhus. Il est une des trois scènes régionales (en danois : Landsdelsscene) avec le Odense Teater et le Aalborg Teater.

## Histoire
Le théâtre actuel date de la fin du XIXe siècle. Il fut édifié à l'emplacement d'un ancien théâtre surnommé "Svedekassen" (la boîte à sueur). L'architecte du nouveau théâtre fut Hack Kampmann. Les travaux commencèrent le 12 août 1898 et l'inauguration eut lieu le 15 septembre 1900.

## Descriptif
Le style architectural relève de l'Art nouveau avec une touche de nationalisme romantique.
Le bâtiment comprend cinq espaces.
- La grande scène de 701 places ;
- La Scala de 370 places ;
- Le Studio entre 80 et 100 places ;
- Une salle de réunion de 80 à 100 places ;
- Une salle de cabaret ou Foyer Scala de 80 à 100 places.

Un lieu convivial est ouvert au public, dans l'espace théâtral, sous le nom de "Café Hack". Cet endroit regroupe un bar, un restaurant, une brasserie et une radio.

## Fréquentation
L'Aarhus Teater accueille environ 100 000 spectateurs chaque année. La programmation est importante avec près de 450 spectacles préparés par une vingtaine de sociétés de production théâtrale.